# Saint-Paul-du-Bois
Saint-Paul-du-Bois är en kommun i departementet Maine-et-Loire i regionen Pays de la Loire i nordvästra Frankrike. Kommunen ligger i kantonen Vihiers som tillhör arrondissementet Saumur. År 2022 hade Saint-Paul-du-Bois 600 invånare.

## Befolkningsutveckling
Antalet invånare i kommunen Saint-Paul-du-Bois
| Referens: INSEE |